# Castello di Paderna
Das Castello di Paderna ist eine mittelalterliche Burg in Paderna, einem Ortsteil der Gemeinde Pontenure in der italienischen Emilia-Romagna.
Die Burg, die zur Associazione dei Castelli del Ducato di Parma, Piacenza e Pontremoli gehört, liegt in der Poebene zwischen den Bachläufen der Nure und des Riglio.

## Geschichte
Die Siedlung Paderna wurde in altrömischer Zeit in der Tabula alimentaria traianea als „Curte Paterno“ erwähnt, da sich an diesem Ort irgendeine Art von Festung befand.

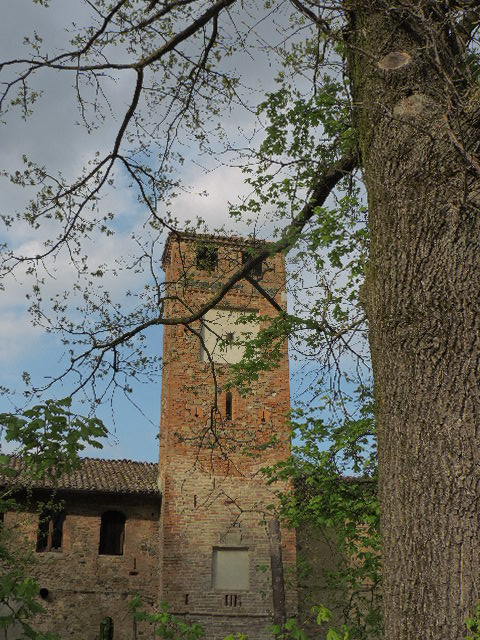
Der Turm

Eine mittelalterliche Burg wurde in zwei Dokumenten von 817 und 900 urkundlich erwähnt, und zwar als abhängig von der Kathedrale von Piacenza. Eine notarielle Urkunde vom 4. Juli 1028 bestätigt, dass Hildeguarda, die Tochter des Oddone, das Eigentum an der Burg dem Rektor der örtlichen Kirche übertragen hatte. 1041 wird von einem weiteren Eigentümerwechsel an der Burg und ihrer zugehörigen Ländereien berichtet, die Oberto di Aghinone verlehnt wurden.
Nach dem Tod von Oberto di Aghinone fiel die Burg an die Mönche des Klosters San Savino in Piacenza, die sie etwa vier Jahrhunderte lang behielten. Ein Dokument von 1163 bestätigt dem Kloster das Eigentum an der Burg und erlegt dem örtlichen Vasallen die Pflicht auf, das Zaumzeug des Pferdes des Abtes zu halten, Zahlungen zu begleichen und im Falle eines bewaffneten Konfliktes die Güter, in die er investiert worden war, zu verteidigen.
1216 wurde die Burg von Truppen aus Parma bis auf die Grundmauern niedergebrannt und 1247 wiederholte sich dies mit den Truppen des Kaisers Friedrich II. 1280 ließ der Abt des Klosters San Savino die Burg wiederaufbauen, der auch den Hauptturm reparieren und neu aufbauen ließ.
1453 kaufte Melchiorre Marazzani, Angehöriger einer Familie aus Rimini, die Burg und ließ sie für eine kombiniere Wohn- und landwirtschaftliche Nutzung umbauen, wozu er sie mit einem weiten Hof ausstatten ließ. 1606 erhielt der Graf Ludovico Marazzani vom Herzog von Parma und Piacenza nach Zahlung von 10.000 Gold-Scudi das außergewöhnliche Recht, sein Lehen auch an seine unehelichen Kinder zu übertragen.
In den letzten Jahren des 19. Jahrhunderts fiel die Burg durch Heirat des Markgrafen Vittorio Casali mit der Gräfin Maria Dolores, der letzten Erbin der Familie Mazzarani, an die Familie Casali.
Heute ist in der Burg ein biologisch bewirtschafteter Bauernhof, ausgestattet mit einem Lehrbauernhof und einem Gemüsegarten zur Kultivierung alter Sorten, untergebracht.

## Beschreibung

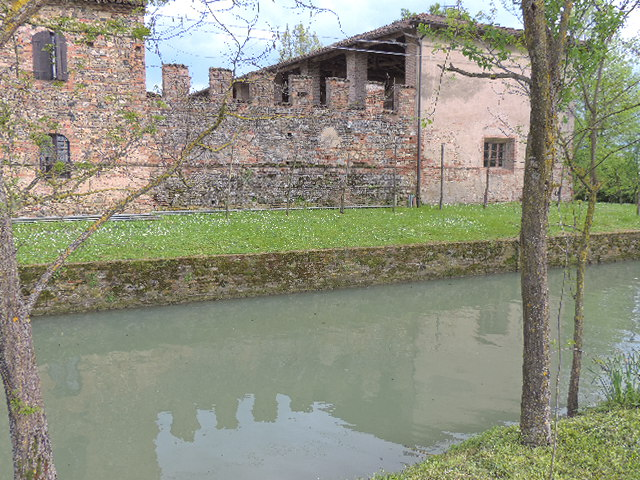
Burggraben und Wehrmauer

Der befestigte Komplex kann wegen seiner Morphologie und den geschichtlichen Ereignissen, in die er verwickelt war, als der Typologie der Ricetto-Gebäude zugehörig betrachtet werden: Befestigungen, die hauptsächlich dem Schutz von Erzeugnissen landwirtschaftlicher Arbeit und Zucht gewidmet sind. Er hat einen rechteckigen Grundriss, der nach den vier Haupthimmelsrichtungen ausgerichtet ist, ein für die Poebene typisches Element. Die Burg ist von einem Wassergraben umgeben. Während Charakteristik des Gebäudes im Großen und Ganzen der anderer Burgen entspricht, waren die Verteidigungstechniken, die genutzt wurden, ziemlich ausgeklügelt, losgelöst von den einfachen Anwendungen vor Ort und inspiriert von den Bauelementen, die es damals in anderen Gegenden Italiens gab.

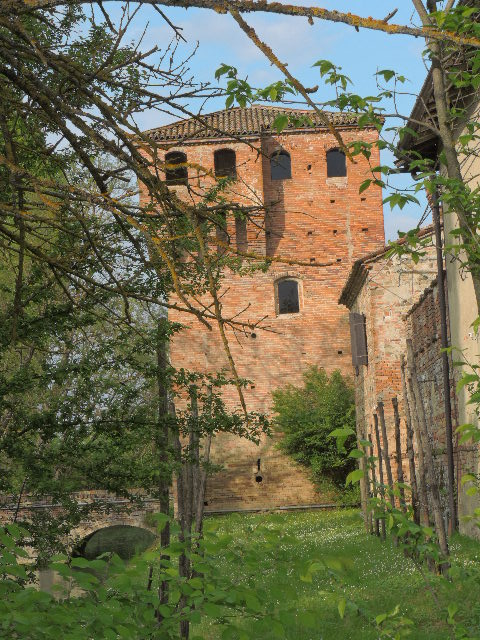
Der Eingangsturm

Der Haupteingang liegt an der Westfassade an einem Turm aus Mauerziegeln mit quadratischem Grundriss und Konsolen am Turmkopf auf allen vier Seiten. Dieser Turm war ursprünglich mit einer doppelten Zugbrücke ausgestattet, auf der der Burggraben überwunden werden konnte. Diese Brücke wurde später entfernt und heute sind davon nur noch die Befestigungspunkte der Bolzen zu sehen. Ein zweiter Turm, der Donjon, ebenfalls aus Mauerziegeln erbaut und mit quadratischem Grundriss, liegt auf der Nordseite innerhalb des Burggrabens und diente ursprünglich als Spähturm. Dieser zweite Turm, der von den anderen Baukörpern getrennt ist, hat einen eigenen Eingang und hatte ursprünglich vermutlich auch eine eigene Zugbrücke dafür.
Der Innenhof in der Mitte ist durch eine Mauer in zwei voneinander getrennte Teile geteilt, von denen einer, im Süden, einen großen Platz, umgeben von landwirtschaftlichen Nebengebäuden, enthält: Ställe, Scheunen, Vorhallen und darüber hinaus auch Wohnungen für die Arbeiter. Der andere, nördliche Teil ist seinerseits wieder in zwei Höfe geteilt: Einer mit der Herrenresidenz, dem Brunnen, dem großen Turm und den anderen Wohnstätten und den anderen mit Kapelle und dem Gebäude, über das man in den Garten gelangt.

### Das Oratorium der Heiligen Maria
Das älteste architektonische Element des gesamten Komplexes ist das Oratorium der Heiligen Maria, ein Sakralbau in romanischem Stil, der durch Rückgewinnung von Materialien aus altrömischen Bauten entstand. Das Gebäude hat einen Grundriss in Form eines griechischen Kreuzes und sein Bau ist auf das Hochmittelalter zurückgeführt, als es ursprünglich vom Rest des befestigten Komplexes getrennt war. Erst nach den Arbeiten im 15. Jahrhundert wurde das Oratorium in den befestigten Komplex integriert.
Das Oratorium besitzt im Inneren eine Decke mit neun Jochen und Kreuzgewölbe, die voneinander durch vier dünne Säulen aus Stein getrennt sind, die unterschiedliche Höhen haben und in Kapitellen und kubischen Polstern kulminieren, die das Gewölbe stützen.